# Клауд (округ)
Клауд (англ. Cloud County; стандартное обозначение CD) — округ в штате Канзас, США. Официально образован 27 марта 1867 года. По состоянию на 2010 год, численность населения составляла 9 533 человека.

## География
По данным Бюро переписи США, общая площадь округа равняется 1 859,622 км2, из которых 1 851,852 км2 суша и 6,734 км2 или 0,400 % это водоёмы.

## Население
По данным переписи населения 2000 года в округе проживает 10 268 жителей в составе 4 163 домашних хозяйств и 2 697 семей. Плотность населения составляет 6,00 человек на км2. На территории округа насчитывается 4 838 жилых строений, при плотности застройки около 3,00-х строений на км2. Расовый состав населения: белые — 98,30 %, афроамериканцы — 0,34 %, коренные американцы (индейцы) — 0,25 %, азиаты — 0,25 %, гавайцы — 0,00 %, представители других рас — 0,13 %, представители двух или более рас — 0,73 %. Испаноязычные составляли 0,60 % населения независимо от расы.
В составе 27,10 % из общего числа домашних хозяйств проживают дети в возрасте до 18 лет, 55,10 % домашних хозяйств представляют собой супружеские пары проживающие вместе, 6,60 % домашних хозяйств представляют собой одиноких женщин без супруга, 35,20 % домашних хозяйств не имеют отношения к семьям, 30,80 % домашних хозяйств состоят из одного человека, 15,90 % домашних хозяйств состоят из престарелых (65 лет и старше), проживающих в одиночестве. Средний размер домашнего хозяйства составляет 2,31 человека, и средний размер семьи 2,89 человека.
Возрастной состав округа: 22,40 % моложе 18 лет, 10,40 % от 18 до 24, 21,90 % от 25 до 44, 22,20 % от 45 до 64 и 22,20 % от 65 и старше. Средний возраст жителя округа 41 лет. На каждые 100 женщин приходится 90,60 мужчин. На каждые 100 женщин старше 18 лет приходится 86,60 мужчин.
Средний доход на домохозяйство в округе составлял 31 758 USD, на семью — 39 745 USD. Среднестатистический заработок мужчины был 27 166 USD против 20 114 USD для женщины. Доход на душу населения составлял 17 536 USD. Около 6,40 % семей и 10,80 % общего населения находились ниже черты бедности, в том числе — 12,10 % молодёжи (тех, кому ещё не исполнилось 18 лет) и 8,70 % тех, кому было уже больше 65 лет.